# Мурсалимов, Сайбаттал Хабибулович
Сайбатта́л Хабибу́лович Мурсали́мов (20 ноября 1930, Фрунзе — 20 июля 2014) — советский конник, выступавший в конном троеборье. Участник летних Олимпийских игр 1960 и 1964 годов, двукратный чемпион Европы 1962 и 1965 годов.

## Биография
Родился 20 февраля 1930 года в городе Фрунзе.
Начал заниматься конным спортом во время службы в Советской армии. Выступал за спортивное общество «Алга» из Фрунзе.
Пять раз становился чемпионом СССР в троеборье: в 1952—1953, 1959 и 1964 годах в индивидуальном троеборье, в 1970 году — в командном.
В 1960 году вошёл в состав сборной СССР на летних Олимпийских играх в Риме. Выступал на коне Сатрапе. В личном троеборье занял 5-е место. В командном зачёте сборная СССР осталась без места, после того как были дисквалифицированы Борис Коньков и Юрий Смыслов и турнир завершили только два советских наездника.
В 1964 году вошёл в состав сборной СССР на летних Олимпийских играх в Токио. Выступал на коне Джигите. В личном троеборье занял 26-е место. В командном зачёте сборная СССР, за которую также выступали Герман Газюмов, Борис Коньков и Павел Деев, заняла 5-е место.
Дважды выигрывал чемпионаты Европы в командном зачёте — в 1962 году в Бёрджли и в 1965 году в Москве.
Мастер спорта СССР.
В 1972 году окончил Фрунзенский политехнический институт.
После завершения выступлений стал тренером. Был главным тренером сборной Киргизской ССР по конному спорту, старшим тренером фрунзенской РСДЮШОР по конному спорту и современному пятиборью. Среди его воспитанников — чемпион и серебряный призёр летних Олимпийских игр 1980 года Александр Блинов. Подготовил 12 мастеров спорта международного класса, более 70 мастеров спорта СССР и Киргизии.
Заслуженный тренер СССР (1980).
Умер 20 июля 2014 года.

## Награды
- Медаль «За трудовое отличие» (16.09.1960) — за успешные выступления в XVII летних и VIII зимних Олимпийских играх 1960 года, а также за выдающиеся спортивные достижения[9]
- Орден «Знак Почёта»[3].